# 照井春佳
照井春佳（日语：／ Terui Haruka，1987年3月7日—）為日本女性聲優。隸屬於青二Production，岩手縣出身。身高158cm、血型為A型。A&G Academy畢業。

## 經歷
- 小時候觀賞《亂馬1/2》的時候被林原惠的演技感動，小學4年級決定成為聲優。國中時代加入劇團且有了舞台經驗、高中加入演劇社[3]。
- 出道當時曾在飲食店、服飾店、呼叫中心打工賺取生活費用[4]。
- 2021年3月3日宣佈與棋士平田智也（日语：平田智也）結婚[5]。

## 人物
- 喜歡甜食，每天都會吃巧克力，甚至直接吸食煉乳。
- 有個姐姐。雖然個性上跟《未確認進行式》的紅緒一樣有著妹控傾向，但卻是個沒有紅緒遺憾部分的成熟姐姐。

## 演出作品
※粗體字表示說明為主要角色。

### 電視動畫
2011年
- 異國迷宮的十字路口（女性2）
- ONE PIECE（女性客）

2012年
- 學活！（因幡、木元）
- 戰國Collection（女學生）
- 其中1個是妹妹！（女學生）
- ONE PIECE（島民、小孩、魚人、國民、人魚）
- ONE PIECE 娜美篇 〜航海士的眼淚和羈絆〜（村人）
- ONE PIECE 魯夫篇 〜手掌島的冒險〜（食器店店員）

2013年
- 玉子市場（舞棒部後輩）
- 聖鬥士星矢Ω（母）
- Free!（服務處）
- 物語系列 第二季（女子中學生）
- 幻想玩偶（裝飾〈仏〉、阿姆斯特丹、金花、編劇）
- 京騷戲畫（四神、小孩、女學生）
- ONE PIECE（女孩子）

2014年
- Aikatsu！偶像活動！（服部優）
- 未確認進行式（夜之森小紅）
- 愛絲卡&羅吉的鍊金工房～黃昏天空之鍊金術士～（霍爾蒙克斯）
- 閃爍的青春（女學生、女性客）
- 前進吧！登山少女 Second Season（同級生B）
- 結城友奈是勇者（結城友奈）

2015年
- Chaos Dragon 赤龍戰役（梅莉爾·夏貝特）
- 偶像大師 灰姑娘女孩 第二期（櫻井桃華）

2016年
- 排球少年！！第二季（ユウコ）
- 灰與幻想的格林姆迦爾（席赫露）
- 無畏魔女（喬潔特·萊馬爾）

2017年
- 學園少女突襲者 Animation Channel（降神小織）
- 偶像事變（貓平小夜[6]）
- 動物朋友（河馬[7]、土狼）
- 結城友奈是勇者 －勇者之章－（結城友奈）

2018年
- GUNDAM創鬥者 潛網大戰（莎拉[8]）
- 女神異聞錄5 the Animation（御船千早）
- 魔法律事務所（白鳥綾）
- 櫻桃小丸子（大姊姊）

2019年
- 動物朋友2（河馬）
- 鬼太郎第6期（水葉）

2020年
- 奇幻☆怪盜？（長瀨老師）
- 新櫻花大戰 the Animation（本鄉裕美）
- 半妖的夜叉姬（日暮芽衣）
- 成神之日（神宮司光）

2021年
- 世界魔女出動！（喬潔特·萊馬爾）
- 結城友奈是勇者 啾嚕！（結城友奈、高嶋友奈、赤嶺友奈）
- 結城友奈是勇者 -大滿開之章-（結城友奈、高嶋友奈）
- 半妖的夜叉姬 貳之章（日暮芽衣）

2022年
- 數碼寶貝幽靈遊戲（新島、ぴよちん）

2023年
- Buddy Daddies 殺手奶爸（羽生杏奈）
- 偶像大師 灰姑娘女孩 U149（櫻井桃華[9]）
- 萊莎的鍊金工房 ～常闇女王與秘密藏身處～（莉拉·德西亞斯[10]）

2024年
- 葬送的芙莉蓮（冉則[11]）

### OVA
2011年
- 七龍珠 巴達克之章（村人）

2012年
- A頻道+smile（友達B）

2013年
- 一擊殺蟲！！HOIHOI先生 LEGACY（百目鬼真由）※單行本第1卷附動畫DVD特裝版[12]

2014年
- 未確認進行式（夜之森小紅）
  - BD/DVD第1卷
  - 原作單行本第5卷附錄DVD

2016年
- 灰與幻想的格林姆迦爾（席赫露）

2023年
- 偶像大師 灰姑娘女孩 U149（櫻井桃華）※Blu-ray第4卷收錄

### 劇場版動畫
2013年
- 七龍珠Z 神與神

2014年
- 玉子愛情故事（舞棒部2年級生）

2016年
- 偶像學園：被盯上的魔法偶活卡（服部優）

2017年
- 結城友奈是勇者部所屬（結城友奈）

2022年
- 通往夏天的隧道，再見的出口（濱本老師[13]）

### 遊戲
2011年
- 戰場女武神3 -Unrecorded Chronicles-（克萊莉莎·格拉漢、吉潔兒·富雷明）
- 時空幻境無盡傳奇（女戰士）

2012年
- 機動戰士鋼彈 Online（連邦女元氣版本）
- 愛夏的鍊金工房～黃昏大地之鍊金術士～（霍爾蒙克斯）
- Steel Chronicle（莉莉亞·克萊因）
- 女神異聞錄4 黃金版

2013年
- Bravely Default For the Sequel

2014年
- SONIPRO（宮美也子[14]）
- 夏莉的鍊金工房～黃昏海洋之鍊金術士～（焰[15]）
- 學園少女突襲者（降神小織[16]）
- 討鬼傳 極（Hollow[17]）

2015年
- 結城友奈是勇者 樹海的記憶（結城友奈)
- （結城友奈）
- 偶像大師 灰姑娘女孩（櫻井桃華）
- 偶像大師 灰姑娘女孩 星光舞台（櫻井桃華）

2016年
- Lilycle Rainbow Stage!!!（高月紗惠香）
- 偶像事變（貓平小夜[18]）

2018年
- 賽馬娘Pretty Derby（荒漠英雄[19]）

2019年
- 莎木3（玲莎花[20]）
- 萊莎的鍊金工房～常闇女王與秘密藏身處～（莉拉·德西亞斯）
- 女神異聞錄5 皇家版（御船千早）
- 明日方舟（苏苏洛）[21]

2020年
- Crash Fever（利德爾）
- Crash Fever（愛麗絲）
- 萊莎的鍊金工房2 ～失落傳說與秘密妖精～（莉拉·德西亞斯）
- 守望傳說（舞精弓箭手蒂尼亞）

2021年
- 戰國無雙5（瀨名）

2022年
- 異度神劍3（莎奈亞）
- 碧藍航線（莉拉·德西亞斯）[a][22]

2023年
- 崩壞:星穹鐵道（玲可）

### CD

#### 廣播劇CD
2015年
- 魔技科的劍士與召喚魔王（音無輝夜）

### 外語配音
- iCarly

### 電視節目
- c-POP world 華流（旁白：BS Japan）

### 註記
1. ↑  為碧藍航線與萊莎2、3聯動角色

## 外部連結
- （日語）事務所公開簡歷 （页面存档备份，存于）
- （日語）事務所詳細介紹PDF
- （日語）* ぱるろぐ  （页面存档备份，存于）（個人博客，2017/07/02-）